# Józef Potocki (1735–1802)
Józef Potocki herbu Pilawa (ur. 1735, zm. 14 grudnia 1802 w Wiedniu) – poseł, starosta leżajski, krajczy wielki koronny, marszałek województwa ruskiego w konfederacji radomskiej 1767 roku, asesor Kompanii Manufaktur Uprzywilejowanej w 1769 roku, komisarz z rycerstwa Komisji Skarbowej Koronnej w 1769 roku.

## Życiorys
Syn Stanisława, wojewody smoleńskiego i Heleny Zamoyskiej, mąż Anny Teresy Ossolińskiej, brat Wincentego, ojciec Jana, pisarza i podróżnika oraz Seweryna.
Otrzymał tytuł hrabiego od cesarzowej Marii Teresy. Właściciel dóbr majątkowych: Tarnopol, Wołoczyska, Jazłowiec (1777-1783) i Siedliszcza na Podolu oraz Krotoszyna.
W latach 1767–1780 krajczy koronny, następnie starosta Leżajska i rotmistrz chorągwi usarskiej.
Jako poseł z województwa podolskiego na sejm konowkacyjny 7 maja 1764 roku podpisał manifest, uznający odbywający się w obecności wojsk rosyjskich sejm za nielegalny. Był członkiem Komisji Menniczej i Komisji Skarbu Koronnego oraz jednym z przywódców konfederacji radomskiej. Na Sejmie Rozbiorowym 1773-1775 został wybrany przez króla Stanisława Augusta Poniatowskiego do Rady Nieustającej.
Został odznaczony Orderem Orła Białego w 1769 roku. W 1766 został kawalerem Orderu Świętego Stanisława. W 1776 został kawalerem rosyjskiego orderu Św. Andrzeja Apostoła Pierwszego Powołania. W 1776 roku odznaczony rosyjskim Orderem św. Aleksandra Newskiego.
Są pewne przesłanki, że został pochowany w krypcie kościoła dominikanów w Tarnopolu.